# Kernfläche Naturschutz

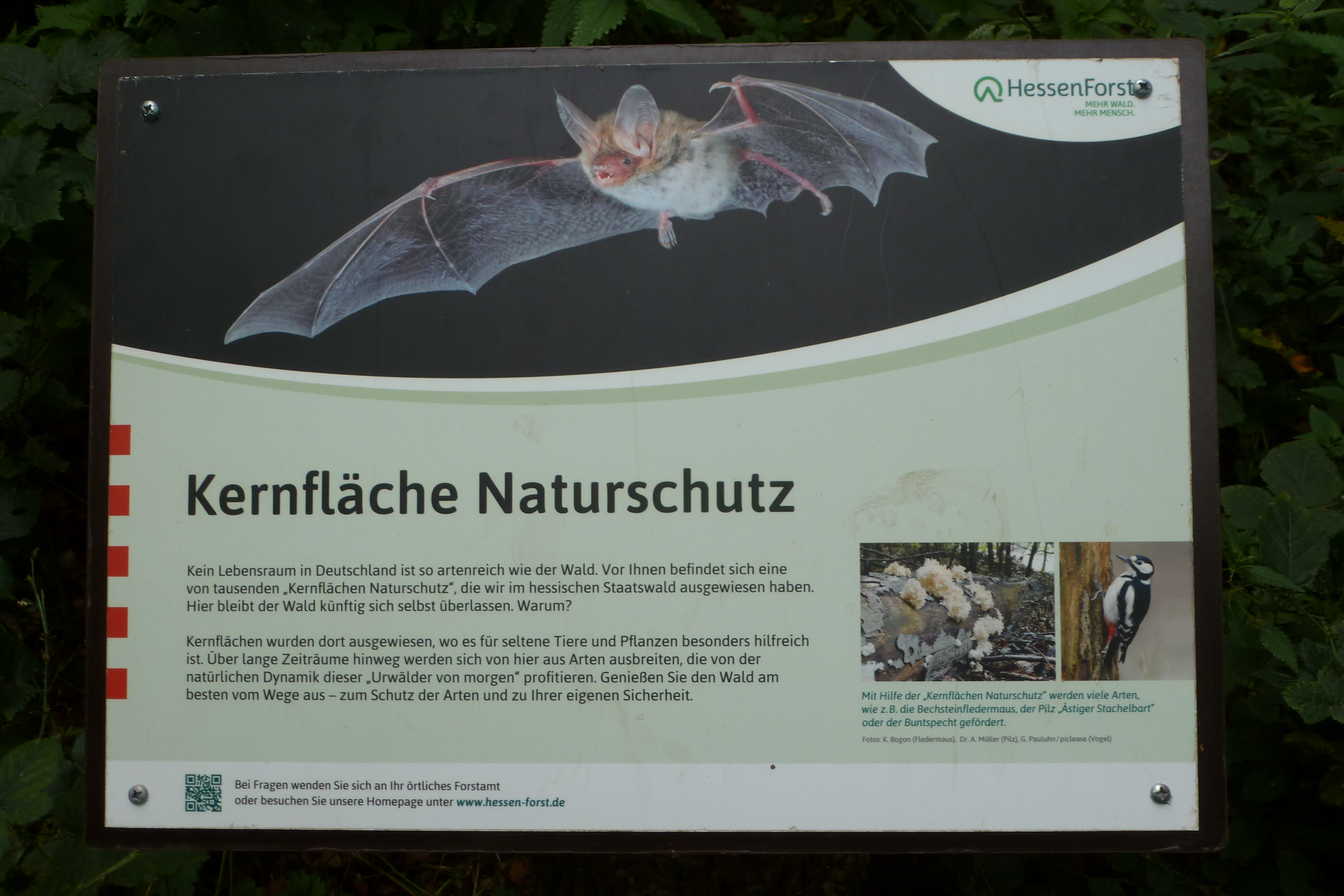
Beschilderung einer Kernfläche Naturschutz im Habichtswald (2020)

Eine Kernfläche Naturschutz ist eine aus der forstwirtschaftlichen Nutzung genommene, stattdessen ausschließlich dem Naturschutz dienende Fläche im Staatswald von Hessen.
Die Ausweisung der Kernflächen Naturschutz durch die einzelnen Forstämter des Landesbetriebs HessenForst ist Bestandteil der Umsetzung der Naturschutzleitlinie für den hessischen Staatswald, die am 26. August 2010 mit Erlass des zuständigen Ministeriums verbindlich wurde. Im Koalitionsvertrag der schwarz-grünen Landesregierung von 2014 wurde vereinbart, diese Flächen von ursprünglich sechs auf acht Prozent auszuweiten. Gegenwärtig (2020) sind Kernflächen Naturschutz in Hessen auf etwa 32 000 Hektar ausgewiesen. Dort sind viele alte Buchenbestände aber auch seltene Waldgesellschaften wie Erlenbrüche, Auewälder, Trockenwälder und Schluchtwälder zu finden.